# HV De Terriërs
HV De Terriërs is een hockeyclub uit de Nederlandse gemeente Heiloo. De heren van De Terriërs komen uit in de eerste klasse en de dames in de promotieklasse.

## Geschiedenis
Eind jaren 40 ontstond er de behoefte aan een hockeyclub in Heiloo. In die tijd was alleen AMHC uit Alkmaar de dichtstbijzijnde club. De naam van de club is een verwijzing naar de strijdlustigheid van een van de oprichters Joop ten Brink. Op een dag werd hij dan ook vergeleken met een echte Terriër. Op 1 september 1951 werd HV De Terriërs opgericht en had men 29 leden om mee te doen aan de competitie. Gespeeld werd er op de velden van de Alkmaarsche Boys. Een kleine 10 jaar later telde de club 100 leden. Tot in de jaren 70 speelde de club op verschillende locaties en werd zelfs even gebruikgemaakt van het clubgebouw van de Alkmaarse Mixed Hockeyclub.
Sinds 1973 is de club permanent gevestigd op Sportpark 't Vennewater. Het clubhuis dateert van 1977 en werd in 2008 verbouwd en uitgebreid. In 1986 werd het eerste kunstgrasveld aangelegd en in 1999 volgt het tweede veld. Sinds 2007 beschikt de club over drie kunstgrasvelden. In de zomer van 2013 is een van die kunstgrasvelden omgebouwd tot waterveld.

## Dames
Resultaten 2004-2014:
2004: 3e klasse, 2e plaats
2005: 2e klasse, 1e plaats
2006: 1e klasse, 7e plaats
2007: 1e klasse, 3e plaats
2008: 1e klasse, 1e plaats
2009: ov klasse, 6e plaats
2010: ov klasse, 4e plaats
2011: ov klasse, 2e plaats
2012: Hoofdklasse, 12e plaats
2013: ov klasse, 4e plaats
2014: ov klasse, 2e plaats
2015: ov klasse, 3e plaats
Tot 2004 acteerde het eerste vrouwenteam voornamelijk in de Derde klasse. In dat jaar promoveerden de dames dankzij een tweede plaats in hun poule naar de Tweede klasse. Hier zou de club slechts één seizoen spelen om vervolgens in 2005 meteen te promoveren naar de Eerste klasse. In 2006 werd de ploeg nog zevende in deze klasse. In 2007 derde en in 2008 behaalden de dames het kampioenschap in de Eerste klasse. In 2009 en 2010 werden de dames zesde en vierde in 2011 in poule B van de Overgangsklasse.
In de vernieuwde Overgangsklasse reikten de dames van de club in het seizoen 2011/12 op de tweede plaats in de promotiepoule achter kampioen NMHC Nijmegen. Deze prestatie heeft de hele club in de historie nooit eerder geleverd. De tweede plaats geeft recht tot het spelen van play-offwedstrijden tegen de nummer 11 uit de Hoofdklasse HC Rotterdam.
In de nacompetitie tegen HC Rotterdam wonnen de vrouwen thuis verrassend met 3-2, maar gingen in het Rotterdam-stadion vervolgens met 4-0 eraf. De beslissing moest daardoor vallen thuis op zondag 20 mei. Deze historische wedstrijd werd met 3-1 gewonnen door De Terriërs. De Terriërs komen hierdoor met een zandveld en in het bijzonder voor het eerst in hun bestaan uit in de Hoofdklasse 2012/13. Na respectievelijk 8 punten behaald te hebben in de Hoofdklasse moesten de dames na 1 seizoen op het hoogste niveau weer terug naar de Overgangsklasse. De dames wisten het meerdere tegenstanders erg moeilijk te maken op eigen veld. En er werd zelfs gewonnen van Laren (3-1) en er was een 0-0 gelijkspel tegen de latere landskampioen Amsterdam. Het afgelopen seizoen in de Overgangsklasse werd afgesloten met een vierde plaats.
Na behoorlijk wat jaren als hoofdcoach stapte Jisse Waasdorp met ingang van het seizoen 2014/2015  over naar de vrouwen van Amsterdam. En gingen de zusjes Admiraal over naar HDM om hoofdklasse te kunnen spelen. Voormalig coach van Bloemendaal, Jeroen Visser, werd aangesteld als nieuwe hoofdcoach.
In het seizoen 2014/2015 moesten De Terriërs het doen zonder succescoach Waasdorp en sterspeelsters Daphne en Denise Admiraal. Deze drie namen bleken echter geen gemis voor de ploeg uit Heiloo. De dames streden lange tijd met HGC uit Wassenaar om de eerste plaats. Uiteindelijk eindigden de dames op een (ook knappe) tweede plek. Deze plaats gaf recht op het spelen van play-offs om een plaats in de Hoofdklasse. De tegenstander was Nijmegen de nummer twee uit de andere poule. Thuis werd na een bloedstollende wedstrijd verloren na het nemen van shoot-outs. In Nijmegen kwamen de dames op een vroege voorsprong en deze werd niet meer uit handen gegeven. Dit betekende dat er een derde en beslissende wedstrijd moest plaatsvinden op Nijmegen. Helaas was deze dag een totale offday en wist Nijmegen zeer knap met maar liefst 5-1 te winnen. Dit betekende dat Nijmegen in de volgende ronde tegen Pinoké mocht aantreden.

## Zaalhockey
De dames spelen al enkele jaren in de Hoofdklasse zaalhockey. De dames beleefde hun hoogtepunt in het seizoen 2013/2014 toen ze de play-offs om het landkampioenschap haalde. In de halve finale werd verloren van HC Den Bosch en de strijd om de derde plaats werd na een 2-0 voorsprong, nipt verloren van MOP. Zo werden de dames uiteindelijk vierde van Nederland.
De club wist ook twee zaalinternationals te leveren: Denise en Daphne Admiraal, die afgelopen WK wereldkampioen werden met de Nederlandse zaaldames.

## Heren
Na gedegradeerd te zijn naar de derde klasse, wisten de Heren het seizoen daarop kampioen te worden in de Derde Klasse. Zo komen de heren in het seizoen 2014/2015 weer uit in de Tweede Klasse. Dat seizoen werd afgesloten op een keurige plaats in de middenmoot. Het seizoen 2015/2016 stroomden er een paar talenten uit de jeugd door en spelers die vroeger in Heiloo speelde kwamen weer terug. Dit zorgde ervoor dat de ploeg op een knappe tweede plaats eindigde en zo promoveerde naar de Eerste Klasse.

## Jeugd
De jeugd heeft een belangrijke positie binnen de club. Het niveau van de selectie teams ligt op sub-top en topklasse.